# 伊莎基金会
伊莎基金会（Isha Foundation）是一个與瑜伽有關的非盈利性组织，由萨古鲁于1992年在印度哥印拜陀附近创立。基金会完全由志愿者管理，现有900多万名志愿者。
1996年，基金會为印度国家曲棍球队開設了一个瑜伽课程。伊莎基金会于1997年开始在美国开展瑜伽课程，1998年开始在泰米尔纳德邦监狱为终身监禁囚犯开设瑜伽课程。